# Championnat d'Italie de football 1990-1991
Navigation
Édition précédente Édition suivante
| \| Sampdoria AC Milan Inter Genoa Torino Parme Juventus Naples AS Rome Atalanta Lazio Fiorentina Bari Cagliari Lecce Pise Cesena Bologne \| Localisation des clubs engagés dans le championnat. |
| Sampdoria AC Milan Inter Genoa Torino Parme Juventus Naples AS Rome Atalanta Lazio Fiorentina Bari Cagliari Lecce Pise Cesena Bologne                                                           |

Le Championnat d'Italie de football 1990-1991 est la 89e édition de la compétition qui fut remportée par la Sampdoria.

## Classement
| Rang | Équipe           | Pts | J  | G  | N  | P  | Bp | Bc | Diff |
| ---- | ---------------- | --- | -- | -- | -- | -- | -- | -- | ---- |
| 1    | Sampdoria        | 51  | 34 | 20 | 11 | 3  | 57 | 24 | +33  |
| 2    | Milan AC *       | 46  | 34 | 18 | 10 | 6  | 46 | 19 | +27  |
| 3    | Inter Milan      | 46  | 34 | 18 | 10 | 6  | 56 | 31 | +25  |
| 4    | Genoa CFC        | 40  | 34 | 14 | 12 | 8  | 51 | 36 | +15  |
| 5    | Torino FC        | 38  | 34 | 12 | 14 | 8  | 40 | 29 | +11  |
| 6    | Parme FC         | 38  | 34 | 13 | 12 | 9  | 35 | 31 | +4   |
| 7    | Juventus         | 37  | 34 | 13 | 11 | 10 | 45 | 32 | +13  |
| 8    | SSC Naples       | 37  | 34 | 11 | 15 | 8  | 37 | 37 | 0    |
| 9    | AS Rome          | 36  | 34 | 11 | 14 | 9  | 43 | 37 | +6   |
| 10   | Atalanta Bergame | 35  | 34 | 11 | 13 | 10 | 38 | 37 | +1   |
| 11   | Lazio Rome       | 35  | 34 | 8  | 19 | 7  | 33 | 36 | -3   |
| 12   | AC Fiorentina    | 31  | 34 | 8  | 15 | 11 | 40 | 34 | +6   |
| 13   | AS Bari          | 29  | 34 | 9  | 11 | 14 | 41 | 47 | -6   |
| 14   | Cagliari Calcio  | 29  | 34 | 6  | 17 | 11 | 29 | 44 | -15  |
| 15   | US Lecce         | 25  | 34 | 6  | 13 | 15 | 20 | 47 | -27  |
| 16   | Pise Calcio      | 22  | 34 | 8  | 6  | 20 | 34 | 60 | -26  |
| 17   | AC Cesena        | 19  | 34 | 5  | 9  | 20 | 28 | 58 | -30  |
| 18   | Bologne FC       | 18  | 34 | 4  | 10 | 20 | 29 | 63 | -34  |

- Le Milan AC ne jouera pas la Coupe de l'UEFA la saison suivante, étant banni par le Comité Exécutif de l'UEFA pendant un an à cause des événements lors du quart de finale retour de la Coupe d'Europe des clubs champions au Stade Vélodrome de Marseille (le match retour avait été interrompu à la 88e minute par l'arbitre Bo Karlsson à cause d'une panne d'éclairage alors que l'Olympique de Marseille menait 1-0 et l'AC Milan avait refusé de reprendre le jeu lorsque le courant avait été rétabli. Les Marseillais l'avait emporté par forfait).

|  | Champion                  |
|  | Relégation en 2e division |

## Buteurs
| Place | Joueur                  | Nationalité     | Club        | Buts |
| ----- | ----------------------- | --------------- | ----------- | ---- |
| 1er   | Gianluca Vialli         | Italie          | Sampdoria   | 19   |
| 2e    | Lothar Matthäus         | Allemagne       | Inter Milan | 16   |
| 3e    | Tomáš Skuhravý          | Tchécoslovaquie | Genoa CFC   | 15   |
| 3e    | Carlos Alberto Aguilera | Uruguay         | Genoa CFC   | 15   |